# Rudi Reichert

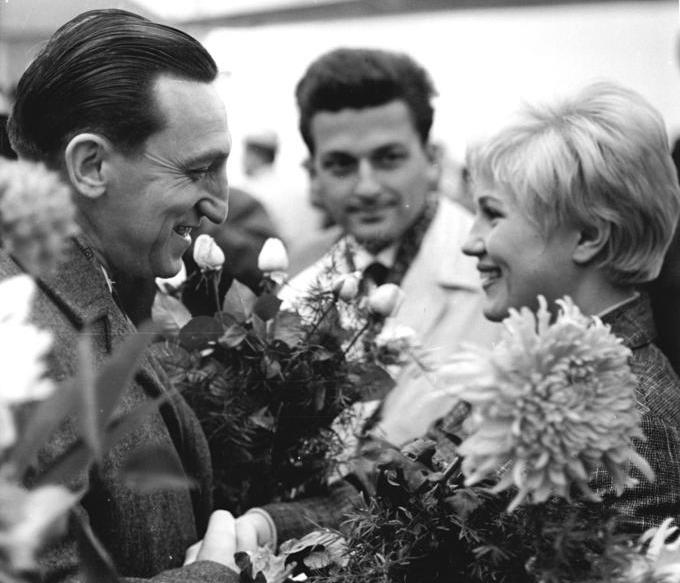
Rudi Reichert (links) mit Hein Engel (Mitte) und Ingrid Krämer (rechts) nach der Rückkehr von den Olympischen Sommerspielen 1964

Rudi Reichert (* 17. November 1922 in Güstin auf Rügen; † 7. August 1999 in Rostock) war ein deutscher Sportfunktionär. Von 1957 bis 1961 war er der erste Präsident des Bundesvorstandes des Deutschen Turn- und Sportbundes (DTSB).

## Leben
Der Sohn eines Landarbeiters absolvierte nach dem Besuch der Volksschule in Garz, Dumsevitz und Bergen von 1937 bis 1941 eine Ausbildung zum Metallarbeiter und Flugzeugbauer in Lübeck und Leipzig. Danach wurde er zum Kriegsdienst in die Wehrmacht eingezogen und diente zuletzt als Unteroffizier bei der Luftwaffe.
Nach dem Kriegsende trat Reichert der KPD bei und wurde 1946 nach der Zwangsvereinigung von SPD und KPD in die SED übernommen. Von 1946 bis 1948 war er der Erste Sekretär der FDJ-Kreisleitung Neustrelitz und zugleich Kaderreferent der FDJ-Landesleitung Mecklenburg. Danach war er bis 1950 Vorsitzender des Landessportausschusses Mecklenburg. Von 1950 bis 1952 war Reichert Sekretär und von September 1952 bis 1957 als Nachfolger von Fred Müller Leiter des Deutschen Sportausschusses. Parallel war er in dieser Zeit auch von 1950 bis 1957 Präsident der Sektion Segeln der DDR. 1951 wurde er Mitglied des NOK der Deutschen Demokratischen Republik, 1952 Mitglied des Staatlichen Komitees für Körperkultur und Sport, welches unter Leitung von Manfred Ewald stand. Von 1955 bis 1963 war Reichert Mitglied des Zentralrats der FDJ. Um die zweigleisige Organisierung des DDR-Sports zu beenden, auf der einen Seite der Deutsche Sportausschuss, auf der anderen das Staatliche Komitee für Körperkultur und Sport, wurde 1957 der Deutsche Turn- und Sportbund (DTSB) gegründet. Rudi Reichert wurde dessen erster Präsident. Nach einiger Zeit wurde ihm jedoch „mangelnde straffe Leitung“ und „ungenügende Aufgabenerfüllung“ vorgeworfen. Reichert wurde daher durch Manfred Ewald ersetzt. Auf dem II. Deutschen Turn- und Sporttag in Berlin am 27. und 28. Mai 1961 wurde er als Vizepräsident in den Bundesvorstand des DTSB gewählt. Dieses Amt hatte er bis 1966 inne.
Reichert war seit 1957 Mitglied des Präsidiums des Nationalrates der Nationalen Front, von 1958 bis 1963 auch Mitglied des Zentralkomitees der SED und Abgeordneter der Volkskammer. Danach war er noch Mitglied des Bundesvorstandes des DTSB bis 1989. Nach seiner Abwahl als Vizepräsident des DTSB übernahm er von 1966 bis 1974 das Amt des DTSB-Vorsitzenden im Bezirk Karl-Marx-Stadt. Ab 1970 war er zudem Vizepräsident für Eisschnelllauf des Eislaufverbandes der DDR. Von 1974 bis 1990 war Reichert Direktor der Sportschule Warnemünde.

## Auszeichnungen
- 1956 Vaterländischer Verdienstorden in Bronze und 1960 Silber
- 1958 Ernst-Grube-Medaille